# كاليثي (إليا)
كاليثي (Καλλιθέα) هي مدينة في إليا في مقاطعة كينتريكي إلادا في اليونان.
يبلغ عدد سكانها حوالي 787 نسمة.